# Namco Motors

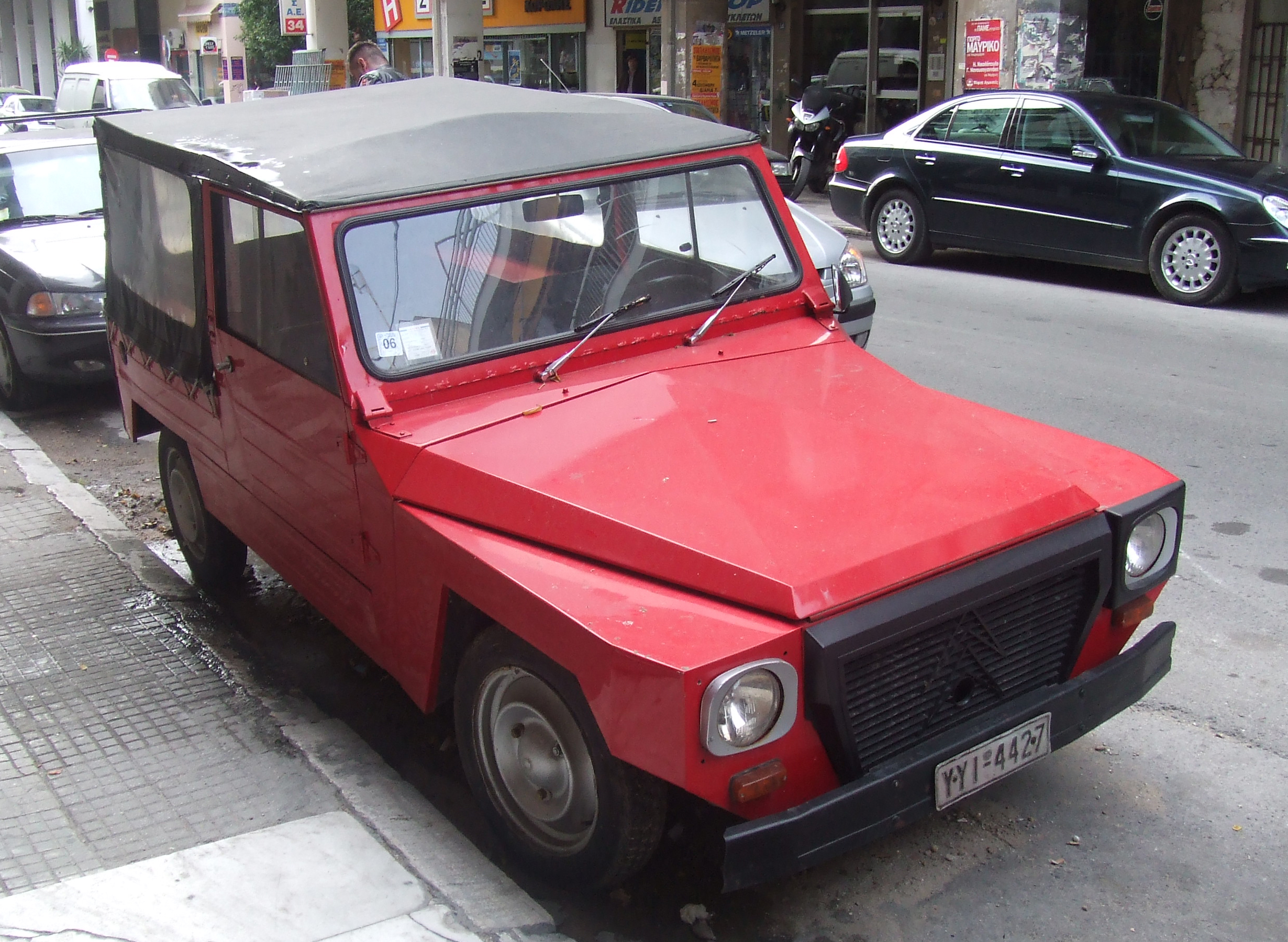
Citroën Pony, entwickelt und produziert durch Namco

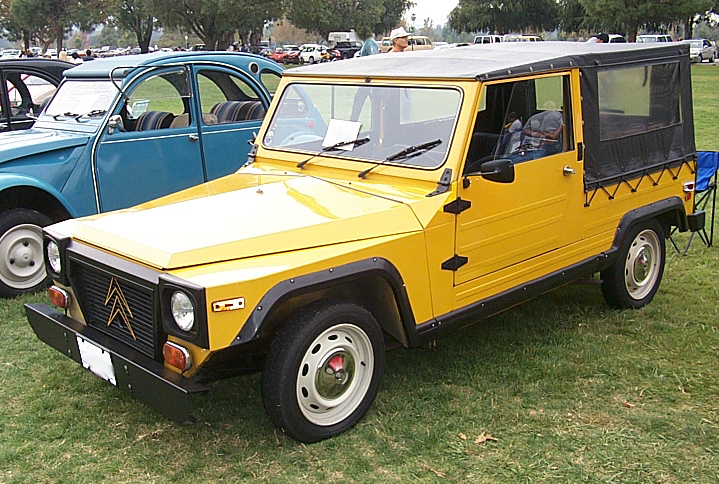
Citroën Pony

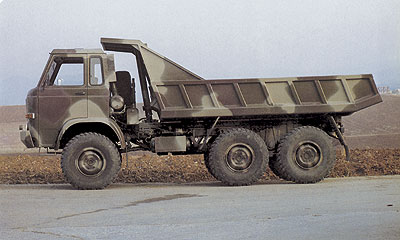
Namco Milicar

Namco oder Namco Motors ist ein griechisches Unternehmen aus Thessaloniki im Bereich Kraftfahrzeugbau, das ab den 1950er Jahren Fahrzeuge fertigte. Bekanntestes Produkt war der Citroën Pony.

## Geschichte
Petros Kontogouris erwarb 1957 die Lizenz, um ein von Wilfried Fahr in der Schweiz entwickeltes Fahrzeug zu produzieren. 1961 wurde dafür das Unternehmen FARCO gegründet, welches das Farmobil produzierte. Das Unternehmen wurde 1963 von Chrysler aufgekauft und in Chrysler Hellas umbenannt, 1967 wurde die Produktion eingestellt. Kontogouris führte bereits Verhandlungen zur Lizenzfertigung eines NSU-Fiat, entschied sich jedoch für die Entwicklung des Pony in Zusammenarbeit mit Citroën. 1972 wurde der Citroën Pony vorgestellt, der ein großer Erfolg wurde. Der Wagen wurde in viele Länder, darunter Deutschland und die USA exportiert. 1983 wurde die Produktion eingestellt. Insgesamt entstanden 17.000 Exemplare.
Namco versuchte daraufhin, Aufträge zur Fertigung von Militärfahrzeugen zu bekommen, so etwa für den schweren Namco Milicar 6x6, und baute entsprechende Prototypen, konnte aber auf diesem Bereich nicht überzeugen. Der Auftrag ging an die Firma ELBO, die als Steyr Hellas damals den Steyr 680M fertigte. Einzig der leichtere Namco Panther 4x4 wurde bestellt, was nicht zu einer dauerhaften Auslastung der Produktion führte.
1985 folgte der Namco Pony Super mit einem Motor von Ford. Von diesem Modell wurden bis 1994 einige hundert Exemplare gefertigt. Das Modell wurde auch in Bulgarien bei Namco-Bulgaria gefertigt.
Offiziell hat Namco den Fahrzeugbau 1994 nicht eingestellt, aber seither bis auf Prototypen keine Fahrzeuge mehr gefertigt. 2011 wurde ein Pony Super vorgestellt, diesmal mit einem Motor von Peugeot.
Das Unternehmen besteht als Importeur von Lkw weiter.